# 姚胜
姚胜（1955年—），湖北武汉人，汉族，中华人民共和国政治人物、第十二届全国人民代表大会湖北地区代表。
毕业于湖北财经大学法律学专业。加入中国共产党。2013年，担任全国人大常委会预算工作委员会副主任。2016年，免去职位。